# Orchha
|  | Per a altres significats, vegeu «Orchha (ciutat)». |

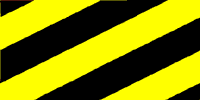
Bandera d'Orchha

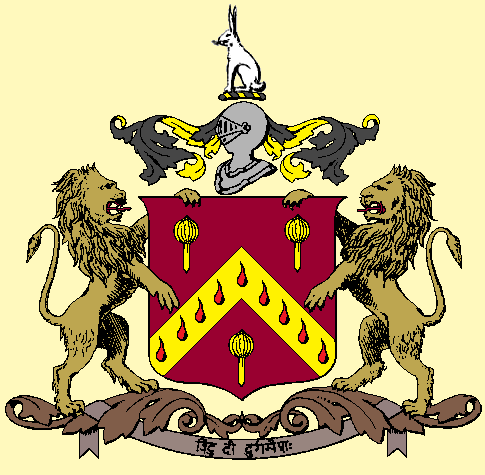
Escut

Orchha fou un estat tributari protegit a l'agència del Bundelkhand amb una superfície de 5.387 km². A part del nucli central de l'estat, governava una pargana aïllada anomenada Paharpur als dominis del nizam d'Hyderabad prop d'Aurangabad, concedida pels emperadors. La capital inicial era Orchha (ciutat), que va donar nom a l'estat, però el 1783 fou traslladada a Tehri o Tikamgarh (aquest segon nom fou adoptat oficialment el 1887 per evitar confusió amb l'estat de Tehri-Garhwal).

## Geografia
El territori era al doab de Betwa-Dhasan que eren els seus dos únics rius importants. Hi havia diversos llacs artificials alguns força grans com Baldeogarh, Ladhaura, Jatara i Birsagar. La població era: 311.514 (1881), 333.020 (1891), 321.634 (1901) i 314.661 (1931).
L'única ciutat important era Tikamgarh (14.050 habitants el 1901), i hi havia 706 pobles. El 95% eren hindús i la resta musulmans, jainistes i animistes. La llengua habitual era el bundelkhandi (94%). El 63% vivia de l'agricultura i feines generals. Les castes principals eren els chamars, kachhis, bramans, lodhis, dhimars i chhatris (incloent els bundeles i altres rajputs).

## Administració
Administrativament estava dividit en 5 parganes governades per tahsildars: Baldeogarh, Jatara, Orchha, Tahrauli i Tikamgarh. El maharajà estava assistit en el seu govern per un ministre anomenat Madar-ul-Muham. La seva moneda era el Gajja shahi encunyat a Tikamgarh; va ser retirada en favor de la moneda de l'Índia Britànica al primer quart del segle XX. Va emetre segells de "Court Fee" entre 1900 i 1947 i de "Receipt" entre 1900 i 1910. L'exèrcit estava format per 250 cavallers, 1000 soldats d'infanteria i 100 artillers amb 90 canons. Els irregulars foren agregats a la policia formada per 150 regulars i 402 chaukidars (policia rural). A Tikamgarh hi havia una presó.
La bandera d'Orchha era groga amb quatre barres diagonals ascendents (de la part inferior del pal a la superior del vol) de les quals la primera i la darrera formaven un triangle al cantó superior del pal i a la cantonada inferior del vol, i les altres dues creuaven la bandera deixant tres barres grogues diagonals de la mateixa amplada que les negres. A diferència d'altres banderes d'antics prínceps, aquesta bandera (ni cap altra) no està hissada al palau del raja, ni apareix entre les diverses pintures que encara es conserven a l'interior. La inspiració per la bandera hauria estat el senyal del pas del tren després del 1884. A l'escut hi ha dos banderins, a l'esquerra de l'observador la clàssica bandera rajput de cinc colors amb sol amb rostre, i a la dreta bandera de set barres verticals alternades negre, groc, negre, groc, negre, groc, negre, amb l'hanuman.

## Història
Els sobirans eren rajputs bundeles que deien ser descendents dels Gaharwars de Benarés. L'estat va sorgir relativament tard i la seva història anterior es confon amb la del Bundelkhand. Segons les dades existents el primer bundela que va tenir poder a la zona fou Sohan Pal, fill d'un petit raja de Mahoni en el que després fou el districte de Jalaun, que va viure al segle XIII; a causa de diferències amb el seu pare Arjun Pal va sortir de Mahoni, la seva llar ancestral. Va portar per uns anys una vida d'aventurer de la que res se'n sap i va reaparèixer com a campió dels rajputs oprimits contra la tirania del cap khangar de Garh Kurar, a uns 55 km a l'est d'Orchha, que volia forçar a alguns rajputs a fer enllaços matrimonials amb la seva família. Sohan Pal va derrotar els khangars i es va establir a Garh Kurar, i la seva filla es va casar amb el cap ponwar (paramara) rajput de Pawanya, un poble de la regió de Gwalior. En endavant els bundeles, ponwars i dhandeles van formar branques separades de la gran família dels chauhans rajputs, i van constituir un grup endogàmic que no es va barrejar amb cap altre clan rajput; no obstant segons els arxius de l'estats els caps bundeles es van casar amb membres d'altres grans famílies rajputs. A la mort d'Arjun Pal i el seu fill gran, Sohan Pal el va succeir a Mahoni. Entre 1259 i 1501 vuit sobirans van governar i van estendre gradualment els dominis bundeles. El 1501 va pujar al tron Rudra Pratap, un líder fort i amb èxit que es va enfrontar amb Bahlul Shah Lodi i amb Sikandar Lodi i va aconseguir augmentar els seus dominis de manera considerable durant la confusió de la invasió de Baber el 1526.
Va morir el 1531 i el va succeir el seu fill gran Bharti Chand (1531-1554) que es va oposar sense èxit a Sher Shah Suri a Kalinjar el 1545. Va morir el 1554 i el va succeir el seu germà Madhukar Shah, que va viure reclòs obsessionat per la religió, i l'estat va entrar en decadència. Els mogols van envair Orchha el 1577 i el general Sadik Khan la va conquerir després dura lluita contra Horal Deo, el fill gran del raja, que va morir en combat. El 1591 Madhukar es va apoderar d'algunes parganes prop de Gwalior i les tropes imperials el van atacar i derrotar en una batalla prop de Narwar. Madhukar va fugir a la jungla on al cap de poc va morir de mort natural.
El seu fill Ram Sah (1592-1605) va demanar perdó a Akbar i va poder succeir al seu pare, però fou un mal governant i aviat l'estat va caure en l'anarquia per la turbulència dels seus germans Bir Singh Deo, Indrajit i Pratap. Bir Singh Deo, per congraciar-se amb el llavors príncep Salim (després emperador Jahangir) va matar a Abu l-Fadl, el famós autor de l'Ain-i-Akbari, prop d'Antri a Gwalior, el 1602, però l'emperador Akbar va enviar un exèrcit per capturar-lo; encara que Orchha fou assaltada i conquerida, Bir Singh Deo va fugir. Al pujar al tron el 1605 Jahangir va instal·lar a Bir Singh Deo com a raja d'Orchha, deposant al seu germà Ram Sah, que fou confinat per un temps a Delhi però posteriorment alliberat rebent els feus de Chanderi i Banpur.
Bir Singh Deo (1605-1627) és el raja més conegut; home de forta personalitat i sense escrúpols, aviat va adquirir extensos territoris i grans riqueses; fou també un gran guerrer i un constructor notable que va deixar nombrosos monuments de la seva activitat com els grans palaus fortaleses d'Orchha i Datia, el temple de Chaturbhuj a Orchha, i altres edificis en diversos llocs. El seu cenotafi a Orchha a la riba del Betwa, enfront del gran palau, és un monument notable encara que avui, igual que el palau, notablement degradat per manca de cura (tot i l'elevat de l'entrada al palau). El va succeir el 1627 el seu fill Jhujhar Singh, turbulent i mal governant que aviat va portar a l'estat a dificultats. El 1628 va permetre el pas pel seu territori del rebel Khan Jahan Lodi, però el 1630, quan Khan Jahan ho va intentar altre cop, Jhujhar el va atacar i va recuperar el favor imperial; fou perdonat i enviat en servei al Dècan deixant l'estat a càrrec, mentre estava absent, del seu germà Hardaul. A la tornada, sospitant que Hardaul havia tingut relacions amb la seva rani, el va forçar a prendre verí; Hardaul ha passat a la història local com un màrtir quasi una deïtat (fou adorat en molts llocs), i Jhujhar com un criminal. El 1634-1635 Jhujhar Singh es va rebel·lar i fou derrotat i perseguit per les forces mogols i junt amb el seu fill foren expulsats cap a les jungles de Gondwana on els dos foren morts.
Del 1635 al 1641 l'estat va estar virtualment sense governant i va deixar d'existir de fet, però el clan bundela es va mantenir amb els rages de Datia i de Chanderi. El bundela Champat Rai, que fou el pare de Chhatarsal, va fundar Panna. El 1641 Shah Jahan va concedir a Pahar Singh (1641-1653), fill de Bir Singh Deo, el principat d'Orchha, en l'esperança d'aturar els atacs de Champat Rai, però Orchha tenia poc poder encara que el seu sobirà fos reconegut com a cap del clan bundela i havia de ser consultat en totes les disputes familiars.
El van succeir Sujan Singh (1653-1672), Indramani (1672-1675), Jaswant Singh (1675-1684) i Bhagwat Singh (1684-1689). Aquestos sobirans van servir lleialment a l'emperador i van participar en les expedicions al Badakhxan i altres llocs. Sota el rajà Udot Singh (1689-1735), els marathes van començar operacions a Bundelkhand. El 1729 Chhatarsal va demanar ajut al peshwa maratha i el 1732 li va cedir un terç del territori (efectiu a la seva mort el 1734).
A Udot Singh el va succeir Prithwi Singh (1735-1752), en el temps del qual va perdre més territoris davant els marathes i al final només dominava Orchha (ciutat) i rodalia, i tenia una guàrdia de 50 sipais i 1 elefant. Sanwant Singh (1752-1765) va rebre el títol de mahendra d'Alamgir II. El van seguir Hate Singh (1765-1768), Man Singh (1768-1775), Bharti Chand (1775-1776) Vikramajit (1776-1817).
Aquest darrer va entrar en relacions amb els britànics signant un tractat el 1812. El 1817 va abdicar en el seu fill Dharam Pal però quan aquest va morir el 1834 tornà a assolir el tron, morint pocs mesos després el mateix 1834 i el va succeir el seu germà Tej Singh (1834-1841); aquest fou succeït per Sujan Singh (1841-1854) i al seu torn per Hamir Singh (1854-1874), que va rebre un sanad autoritzant l'adopció el 1862 per haver estat lleial el 1857-1858 i a més va rebre la condonació del tribut per la pargana de Tahrauli.. El va succeir el seu germà Pratap Singh, que va regnar fins al 1930. El 1880 va abolir les taxes de trànsit i el 1884 va cedir els territoris necessaris per al pas del ferrocarril pels seus dominis; el 1900 fou nomenat cavaller de l'orde de l'imperi i el 1906 cavaller de l'orde l'estrella.
El darrer sobirà fou Vir Singh (1930-1948) mort el 1956. Els maharajàs tenien títol de Saramad-i-Rajaha-i-Bundelkhand Maharaja Mahendra Sawai Bahadur, i salutació de 15 canonades (només Pratap Singh tenia dret, com a concessió personal, a disset canonades)

## Llista de rages de Mahoni
- Raja Pancham Singh 1048-1071
- Raja Virbhadra Singh 1071-1087
- Raja Karanpal Singh 1087-1112
- Raja Kinnar Shah 1112-1130
- Raja Shaukan Dev 1130-1152
- Raja Nanak Dev 1152-1159
- Raja Mohanpal Singh 1159-1197
- Raja Abhaybhupati Singh 1197-1215
- Raja Arjunpal Singh 1215-1231
- Raja Virpal 1231/1251

## Llista de rages de Mahoni i Orchha
- Raja Sohanpal 1251-1259
- Raja Sahjendra Singh 1259-1283
- Raja Nanak Dev II 1283-1307, married and had issue.
- Raja Prithviraj Singh 1307-1339
- Raja Ram Singh 1339-1375
- Raja Ramchandra Singh 1375-1384
- Raja Mednepal Singh 1384-1437
- Raja Arjun Dev 1437-1468
- Raja Malkhan Singh 1468-1501

## Rages d'Orccha
- Raja Rudra Pratap 1501-1531
- Raja Bharti Chand 1531-1554
- Raja Madhukar Shah 1554-1592
- Raja Ram Shah 1592-1605, raja de Chanderi
- Raja Bir Singh Deo 1605-1627
- Raja Jhujhar Singh 1627-1635
- Raja Devi Singh 1635-1641 (nominal)
- Raja Pahar Singh 1641-1653
- Raja Sujan Singh 1653-1672
- Raja Indramani Singh 1672-1675
- Raja Jashwant Singh 1675-1684
- Raja Bhagwat Singh 1684-1689
- Raja Udwat Singh 1689 - 1735
- Raja Prithvi Singh 1735 - 1752
- Raja Sanwant Singh 1752 - 1765
- Raja Hati Singh 1765 - 1768
- Raja Man Singh 1768 - 1775
- Raja Bharti Singh 1775 - 1776
- Raja Vikramajit 1776 - 1817
- Raja Dharam Pal 1817 - 1834
- Raja Vikramajit 1834 (segona vegada)
- Raja Tej Singh 1834 - 1842
- Raja Sajjan Singh II 1841 - 1848
- Raja/maharajà Hamir Singh 1848 - 1874 (des de 18765 maharajà)
- Maharaja Pratap Singh 1874 - 1930
- Maharaja Vir Singh 1930 - 1948 (+1956)